# Pregunta (personaje)
La Pregunta, (Inglés: Question), (Charles Szasz) es un superhéroe ficticio que aparece en los cómics estadounidenses publicados por DC Comics. Creado por Steve Ditko, Question apareció por primera vez en Charlton Comics' Escarabajo Azul # 1 (junio de 1967). El personaje fue adquirido por DC Comics a principios de la década de 1980 y se incorporó al Universo DC.
La identidad secreta de Question era originalmente Vic Sage. Sin embargo, después de los acontecimientos de la miniserie 52 de 2006-2007, la protegida de Sage, Renée Montoya, tomó su manto y se convirtió en su sucesora. Después del relanzamiento de The New 52, Sage fue reintroducido como una entidad mística, luego agente del gobierno, antes de ser restaurado a su personalidad de detective tradicional después de los eventos de DC: Renacimiento.
Tal como fue concebido por Ditko, Question era un adherente del objetivismo durante su carrera como un héroe de Charlton, al igual que la creación antes de Ditko, Mr. A. En la serie en solitario de 1987-1990 de DC, el personaje desarrolló una filosofía similar al Zen. Desde entonces, ha fluctuado en la postura filosófica según el escritor, pero mantiene una mentalidad conspirativa y desconfianza en la autoridad.

## Historial de publicaciones
En 1967, Steve Ditko creó el personaje de Mr. A, a quien concibió como una expresión sin diluir de sus valores, ética y filosofía objetivista. Más tarde ese año, Ditko fue contratado por Charlton Comics para revivir su personaje de superhéroe Blue Beetle. Debido a su bajo índice de páginas, Charlton tendía a dar rienda suelta a sus artistas cuando querían incluir ideas más personales en sus cómics. Ditko, por lo tanto, decidió crear la Pregunta, una versión menos radical del Sr. A que podría ser aceptable para la Comics Code Authority. El personaje se incluyó como una característica de las últimas páginas en el nuevo cómic de Blue Beetle.
Sin embargo, Charlton descontinuó su línea de "héroe de acción" en diciembre de 1967 después de que sólo se publicaran cuatro números de Blue Beetle. Una historia de preguntas de tres partes, que Ditko ya había escrito a lápiz, apareció en el cómic Mysterious Suspense (octubre de 1968). Un quinto y último número de Blue Beetle,, con Pregunta, se publicó en noviembre del mismo año. En 1985, después de que DC Comics adquiriera el derecho a los personajes de Charlton, Pregunta reapareció en Crisis on Infinite Earths. En febrero de 1987, DC lanzó un nuevo cómic The Question, con guion de Dennis O'Neil y escrito por Denys Cowan. Esta serie, que se publicó en 36 números regulares y dos anuales, fue reemplazada en septiembre de 1990 por The Question Quarterly, que se publicó en cinco números. Desde entonces, Pregunta ha seguido siendo un personaje recurrente del Universo DC.
Desde entonces, Pregunta apareció esporádicamente en los cómics y los medios de DC y ha sufrido varios reinicios.

## Biografía ficticia

### Charlton Comics
Con base en Hub City, Vic Sage dejó su huella como un periodista de investigación muy franco y agresivo. Poco después de comenzar sus apariciones en televisión, comenzó a investigar al Dr. Arby Twain.
Sage fue abordado por Aristóteles Rodor, su ex profesor, actualmente científico. Rodor le contó a Sage sobre una piel artificial que había desarrollado conjuntamente con el Dr. Twain llamada Pseudoderm. La pseudodermis estaba destinado a funcionar como un vendaje similar a la piel aplicado con la ayuda de un gas de unión, pero tenía una toxicidad imprevista que a veces era fatal cuando se aplicaba a heridas abiertas. Rodor y Twain acordaron abandonar el proyecto y se separaron, pero el profesor Rodor descubrió que el Dr. Twain había decidido proceder con una venta ilegal de la invención a las naciones del Tercer Mundo, independientemente del riesgo para la salud humana.
Sage resolvió detenerlo, pero no tenía forma de perseguir al Dr. Twain sin exponerse. Rodor sugirió que Sage usara una máscara hecha de pseudodermis para cubrir sus famosos rasgos. Armado con información y, lo que es más importante, con un disfraz, Sage finalmente se puso al día con el Dr. Twain, detuvo la transacción y extrajo una confesión, luego dejó a Twain atado en Pseudoderm. En televisión, Sage informó sobre las actividades ilegales del Dr. Twain.
Sage decidió que esta nueva identidad sería útil para futuras investigaciones y se asoció con el profesor Rodor, quien suministró la pseudodermis y finalmente modificó el gas de unión para cambiar el color del cabello y la ropa de Sage. Los dos hombres se hicieron buenos amigos, y Sage se refería cariñosamente a Rodor como "Tot".
En comparación con otros personajes de superhéroes de la Edad de plata de las historietas, Pregunta fue más despiadado en sus métodos. Por ejemplo, cuando estaba luchando contra unos criminales en una alcantarilla y los arrojó a una corriente de agua profunda y rápida, se negó a sacarlos a pesar del peligro real de ahogarse. En cambio, se fue a notificar a la policía para que los recuperaran en caso de que sobrevivieran a la terrible experiencia.
El enemigo más frecuente de The Question era Max Bine, también conocido como Banshee. Introducido en Blue Beetle vol. 4, # 2 (agosto de 1967), Bine era aprendiz de un artista de circo llamado Flying Dundo. Después de diseñar una capa que permitía volar al usuario, Dundo fue asesinado por su alumno y Max Bine se convirtió en el Banshee disfrazado, usando el invento de su mentor para aterrorizar las ciudades que cruzó. El Banshee se encontró con su rival cuando llegó a Crown City y se enfrentó a la Pregunta en varias ocasiones.
Pregunta apareció brevemente junto a sus compañeros Charlton "Action Heroes" como parte de los Centinelas de Justicia publicados por AC Comics.

### DC Comics

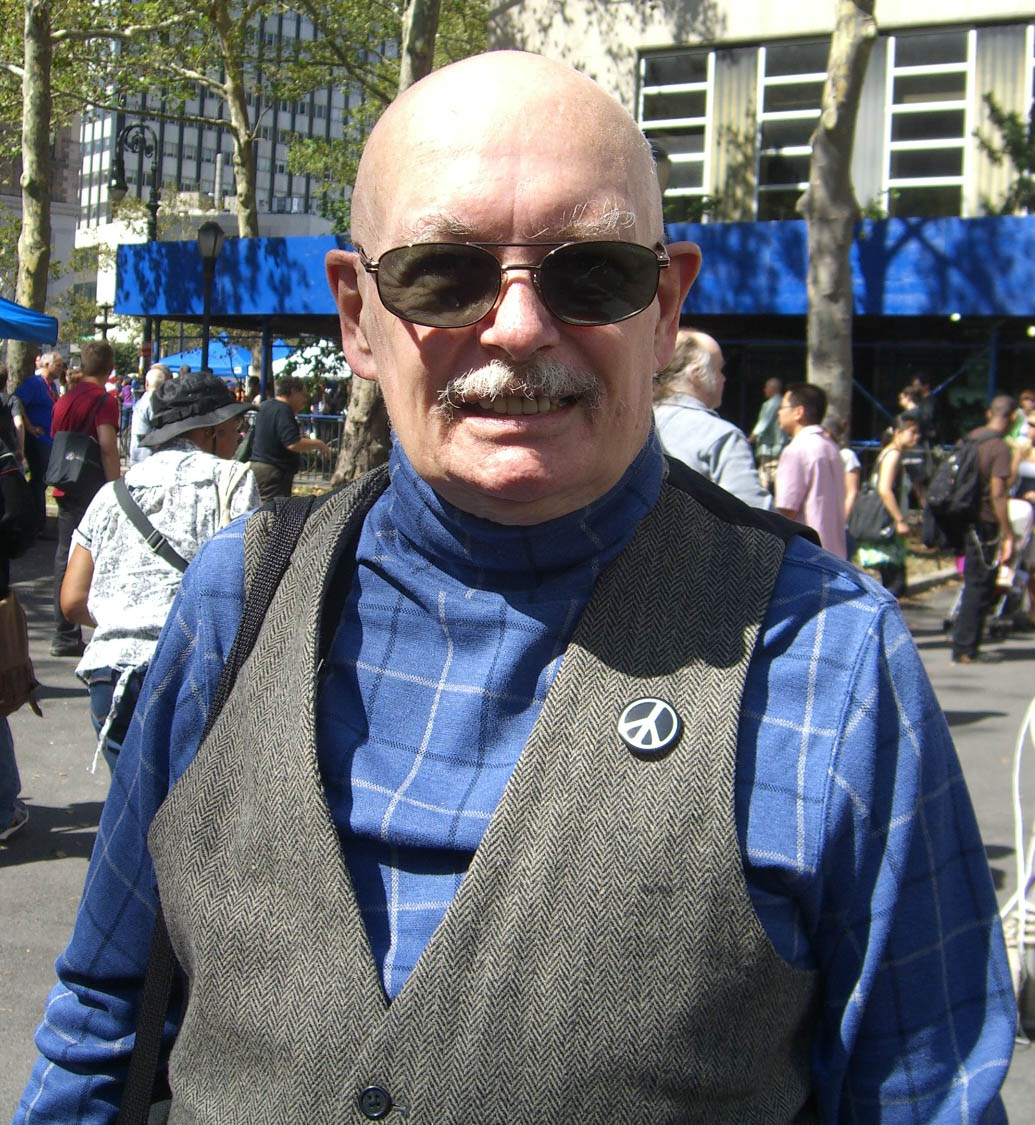
Dennis O'Neil, principal guionista de The Question para DC Comics.

Los personajes de Charlton fueron adquiridos por DC Comics mientras la antigua compañía estaba en declive en 1983. Pregunta apareció brevemente en Crisis On Infinite Earths de 1985 y en un arco de tres números del resurgimiento de Blue Beetle de DC.

#### Serie O'Neil
DC le dio a Pregunta su propia serie en solitario en 1987, escrita por Dennis O'Neil y dibujada por Denys Cowan.. La serie se publicó en 36 números, dos anuales y cinco especiales "trimestrales". En La Pregunta # 1, Pregunta fue derrotado en combate personal, primero por la mercenaria de artes marciales Lady Shiva. Luego fue golpeado casi hasta la muerte por los matones a sueldo del villano, le dispararon en la cabeza con una pistola de perdigones y lo arrojaron al río para ahogarse. Lady Shiva luego lo rescató por sus propias razones y le dio instrucciones para encontrarse con Richard Dragon en silla de ruedas tan pronto como se recuperara lo suficiente como para levantarse de la cama. Una vez allí, Sage aprendió artes marciales y filosofía oriental. Cuando regresó a la ciudad, retomó su carrera de periodista y superhéroe con aventuras que tendían a ilustrar varios puntos filosóficos. Para ilustrar más esas ideas, Dennis O'Neil tenía una recomendación de lectura en la página de cartas de cada número.
En la serie de O'Neil, Vic Sage es un reportero de investigación de la estación de noticias KBEL en Hub City. Utiliza la identidad de la Pregunta para obtener las respuestas que su identidad civil no puede. A diferencia de otros superhéroes justicieros, O'Neil's Question se centra principalmente en la política de su ciudad y, en lugar de perseguir a los perpetradores de pequeños robos, tiende a luchar contra el gobierno corrupto de Hub City. Hub City de O'Neil es conocido como "sinónimo de venalidad, corrupción y violencia", tal vez incluso superando a Gotham City como la ciudad más lúgubre del Universo DC-versión de los Estados Unidos.
Durante la mayor parte de la serie, Vic Sage está ayudando de manera encubierta a la bondadosa Myra Fermin a ganar el puesto de alcalde de Hub City. Su interés en Myra se extiende más allá de la admiración, ya que los dos compartieron una relación antes de su experiencia cercana a la muerte con Lady Shiva y su entrenamiento con Richard Dragon. A su regreso, descubre que se ha casado con el borracho corrupto y alcalde de Hub City, Wesley Fermin. A pesar de que Myra perdió las elecciones por un voto, se convierte en alcaldesa cuando su competencia es encontrada muerta como resultado de lo que se llama "el peor tornado de la historia". En su discurso de victoria, su esposo Wesley le dispara por apoyar lo que él cree que son las creencias comunistas, poniéndola en coma y enviando a Hub City más al caos sin gobierno ni fuerza policial. Sage se disfraza de la Pregunta, actuando como la única forma de justicia de la ciudad por un corto tiempo antes de que la alcaldesa despierte de su coma. La guerra de pandillas en las semanas posteriores a las elecciones lleva a Sage a Lady Shiva, primero como combatiente, y luego solicitando su ayuda como una especie de aliado para estar en condiciones de hablar con los líderes de las pandillas. Mientras Myra se adapta a su papel como alcaldesa de Hub City, ella y Sage comienzan a reavivar su relación, aunque Myra le dice a Sage que no actuará sobre sus sentimientos hasta que deje el cargo. A pesar de su larga amistad, ella nunca conecta que Sage y "el hombre sin rostro" son lo mismo hasta el final de su tiempo en Hub City.
La pregunta de O'Neil es muy conflictiva sobre hasta dónde llegar para hacer cumplir la justicia, y a menudo se siente tentado a matar. Él resiste esta tentación durante su tiempo en Hub City, dándose cuenta de que parte de su deseo de llegar tan lejos es solo para ver qué se siente al quitarse una vida. Su relación con su mentor, Aristóteles Rodor, es una de las muchas cosas que le impiden ir al límite y regresar a la oscuridad que había mostrado en su juventud en las calles de Hub City.
Finalmente, durante un viaje alucinógeno masivo, su subconsciente le dice a través de imágenes de su madre que tiene que dejar Hub City para poder vivir feliz. Este punto de vista se ve reforzado por el colapso social total de la ciudad. Casi al mismo tiempo, Richard Dragon viene a ver a Vic, ya que Richard ha sentido que Vic está al borde de un punto de inflexión importante en su vida, y convence a Vic de que vivir en Hub City lo está matando. En un acuerdo con Richard, Lady Shiva llega con un helicóptero para alejar a The Question y Aristóteles Rodor, momento en el que decide quedarse en Hub City y abrazar el caos. Vic casi convence a Myra de ir con él y escapar del caos de la ciudad. Myra recuerda a la gente de la ciudad que la necesita, principalmente a los niños. Deja a Jackie, su hija con discapacidad mental, al cuidado de Sage y regresa para hacer lo que pueda.
Después de dejar Hub City, Vic se lleva a Jackie con él a Sudamérica, con la esperanza de deshacerse de su alter ego "Sin rostro" y encontrar una tierra libre del desorden y la corrupción que llenaba Hub City. Sin embargo, Vic rápidamente se ve envuelto en una guerra contra las drogas que finalmente lo obliga a matar para salvar la vida de Jackie. Esto marca un punto de inflexión importante en la carrera de Question, ya que piensa para sí mismo que no sintió nada y que mataría de nuevo si fuera necesario. Aunque no está del todo claro cuál es la opinión actual de Pregunta sobre el asesinato, vuelve a matar en la miniserie Brave and the Bold de 1991 y en la miniserie Question de 2005.
Jackie se enferma y Sage regresa con ella a Hub City. A pesar de la atención médica, Jackie fallece.
The Question Annual # 2 alteró retroactivamente el origen del personaje al revelar que Vic Sage era originalmente Charles Victor Szasz (que no debe confundirse con el asesino en serie Victor Zsasz), un huérfano que tenía reputación de alborotador. Szasz se enorgullecía de soportar desafiante el abuso físico del orfanato católico donde estaba alojado. Finalmente logró ingresar a la universidad donde estudió periodismo. Sin embargo, su educación superior no suavizó sus tendencias violentas, como cuando golpeó a su traficante por darle LSD, lo que provocó la aterradora experiencia de dudar de sus propios sentidos bajo su influencia.

#### Miniserie de Veitch
La miniserie Question de 2005, escrita por Rick Veitch, reinventa al personaje como un chamán urbano autodidacta cuyo trato brutal y a veces letal de los enemigos ahora surge de un espíritu guerrero, en lugar de una filosofía objetivista. La Pregunta "camina en dos mundos" cuando es enviada a trances visionarios por el gas de Rodor, ahora reconvertido como alucinógeno. En estos trances, las ciudades (Chicago, donde es presentador de televisión, y luego Metropolis, donde lo lleva la serie) "le hablan" a través de coincidencias visuales y fragmentos de conversaciones callejeras. Considerándose a sí mismo como un guerrero espiritual, ahora se siente cómodo matando a sus enemigos cuando esto le parece útil y poéticamente justo. Primero usa sus habilidades y su código moral alternativo para detectar y luego frustrar un complot de Lex Luthor no solo para asesinar a Superman (usando energía chi que Sage puede detectar) sino para evitar su regreso de entre los muertos (que Superman había logrado recientemente después de su muerte en el notorio evento Doomsday de DC) al condenar su alma al morir. Se revela que Sage tiene un enamoramiento de por vida con su compañera periodista Lois Lane, que él no le revela. Superman acepta el uso de drogas visionario de Pregunta y expresa gratitud por su ayuda, pero lo obliga a abandonar la ciudad después de varias advertencias desatendidas sobre matar, y también después de notar el enamoramiento de Sage.

#### Interés en Cazadora
Durante el arco de "Cry for Blood", Cazadora y otras apariciones más pequeñas que lo rodean, Pregunta estuvo activo en Gotham City, tiempo durante el cual expresó su interés en Cazadora, tanto románticamente como en su desarrollo como luchadora contra el crimen. En un intento por ayudarla a encontrar la paz, la lleva con su antiguo mentor para que se someta al mismo entrenamiento que él mismo recibió en la serie O'Neil, pero se siente frustrado por la continua aceptación de Cazadora de matar como solución.
Cazadora luego trabajó en estrecha colaboración con la sucesora de Sage como la Pregunta, Renee Montoya, y se entristece al enterarse de la muerte de Sage. Ella le da crédito por "salvarla de sí misma" y lo extraña.

#### "52"
La difícil historia ética del personaje y el personaje mismo fueron enterrados por DC en su título semanal de un año, 52, en el que Sage recluta y entrena a la expolicía de Gotham, Renée Montoya, como su reemplazo antes de morir de cáncer de pulmón. En esta encarnación, es irónico, alegre y paternal, aunque todavía enigmático. No muestra ningún compromiso filosófico discernible, aparte de la determinación de reclutar a Montoya y hacer que ella decida quién es y en quién se convertirá. La propia Montoya está angustiada por el tema de matar criminales, aunque su culpa es por una negativa de principios a matar a uno, específicamente al asesino de su expareja. La acción de la serie se alterna principalmente entre Gotham City, donde Montoya lucha por salvar a Kate Kane de Intergang y su culto Biblia del Crimen, y Nanda Parbat, donde entrena con los mentores de Sage, Rodor y Dragon, y de donde regresa más tarde con Sage, demasiado tarde para encontrarle una cura para su cáncer. En el camino hacia allí, Sage muere murmurando fragmentos de conversaciones de sus primeras apariciones en los cómics y una invocación final a Montoya para decidir en quién se convertirá. Después de su duelo, decide tomar su manto como la nueva Pregunta.

#### Blackest Night
En el crossover de Blackest Night, Vic Sage es reanimado como Black Lantern. Va tras Renee, Tot y Lady Shiva, quienes logran eludirlo reprimiendo sus emociones, haciéndolas invisibles para él.
Después del final de Blackest Night, el cuerpo de Sage es enterrado en Nanda Parbat por Montoya y Saint Walker de los Blue Lanterns.

#### The New 52
En septiembre de 2011, The New 52 reinició la continuidad de DC. En esta nueva línea de tiempo, existen dos versiones de Vic Sage en la Tierra principal de New 52 DC Universe.

#### Pregunta de la Trinidad del Pecado
La primera versión de New 52 Question se introdujo en New 52: FCBD Special Edition. Se desconoce su verdadera identidad, pero lo que se sabe es que fue teletransportado desde un lugar desconocido en el tiempo y el espacio, junto con Pandora y Judas Iscariot (Phantom Stranger), para ser juzgado por crímenes no declarados contra la humanidad. No se sabe nada de la verdadera identidad, el pasado o los crímenes de Question, aunque afirmó tener miles de seguidores que, según él, lo vengarían. Sus jueces, los primeros siete magos que utilizaron la magia en la Tierra, castigaron a Question borrándole la cara, dejándolo ciego y mudo. Luego borraron su memoria y lo teletransportaron al siglo XXI para pasar el resto de su existencia atormentado por su desfiguración, olvidado y sin saber quién era.
Esta versión de Question resurgió durante la historia de Trinity of Sin, donde se le muestra investigando la Sociedad Secreta de Supervillanos. Habiendo recuperado su capacidad para hablar y ver, esta versión de Question (inicialmente) habla solo en preguntas y cree que su verdadera identidad puede ser restaurada si puede detener a la Sociedad Secreta y sus patrocinadores, miembros del Sindicato del Crimen de América Outsider (Alfred Pennyworth de Tierra-3) y el triple agente Atómica.
Cuando Atómica (un espía de la Sociedad Secreta y miembro del Sindicato del Crimen) manipula a Superman para que asesine al Doctor Light activando su poder de visión de calor apuñalando su cerebro con una astilla de kriptonita, Pregunta irrumpe en las instalaciones donde se encuentra detenido Superman. Usando una configuración basada en una máscara de gas similar a la utilizada por Nemesis, Pregunta se hace pasar por Steve Trevor y libera a Superman, mientras presenta una pista sobre quién causó que Superman matara al Doctor Luz. La pista resulta ser un callejón sin salida, pero coloca a Pregunta con las diversas facciones de la Liga de la Justicia cuando Pandora intenta buscar su ayuda para abrir la caja en forma de calavera que varias fuerzas están codiciando.
Durante la batalla entre las facciones de la Liga que sigue por la caja, Pandora rechaza el deseo de Question de abrir la caja y posiblemente conocer su verdadera identidad. Ella insinúa que Question sería una amenaza para todos si alguna vez recuperaran su memoria e identidad.
La batalla entre las distintas Ligas termina cuando Atómica revela su verdadera naturaleza y ayuda a Outsider a abrir la caja de calaveras, que en realidad era una dimensión de bolsillo que contenía el resto del Sindicato del Crimen. Liberado, el Sindicato del Crimen encarceló esta versión de la Pregunta junto con el grueso de la Liga de la Justicia, la Liga de la Justicia de América y la Liga de la Justicia Oscura dentro de la matriz Firestorm. Question y el resto de la Liga fueron liberados una vez que el Sindicato del Crimen y la Sociedad Secreta fueron derrotados por un grupo de villanos unidos por Lex Luthor.
El personaje luego apareció en la miniserie de seis partes "Trinity of Sin". Sin embargo, The Question solo apareció en un papel secundario, donde se quejaba constantemente de cómo a Pandora y Phantom Stranger no les importaba ayudarlo a descubrir su verdadera identidad. Esta versión de la Pregunta se vio por última vez en Trinity of Sin # 6, el último número de la serie.

#### Escuadrón Suicida Vic Sage
Una segunda versión de la Pregunta apareció en Suicide Squad de New 52# 1, sin vínculos con la versión de la Pregunta vista en Trinity War o Trinity of Sin. Esta versión es Vic Sage, un agente del gobierno reclutado en el sector privado para codirigir el Escuadrón Suicida con Amanda Waller. Esta versión de Vic Sage es un burócrata corrupto y amoral que ve a Suicide Squad sirviendo como un grupo de sabotaje; participar en asignaciones de redes sociales contra intereses corporativos extranjeros bajo el disfraz de una carnicería de supervillanos. También busca "mejorar" el grupo; despreciando a Harley Quinn y Deadshot, recluta a Deathstroke el Terminator y la Hija del Joker como sus reemplazos. También recluta a Manta Negra en el grupo y altera su casco para que cada persona que ve sea Aquaman para motivarlo a ser un asesino más prolífico.
Deathstroke y la Hija del Joker traicionan al equipo en su primera misión encabezada por Sage y Waller. Sage entra en pánico e intenta matar a todo el equipo para evitar que el motín exponga al escuadrón. Waller evita que esto suceda y en respuesta a sus acciones, Waller ha desterrado a Sage de tener voz activa sobre la misión y la selección de miembros. Sage responde aceptando trabajar con una corporación multinacional corrupta, que busca explotar los nuevos objetivos del equipo para eliminar rivales comerciales y denunciantes. Sage hace arreglos para que Waller sea degradada a comandante de campo, lo que obliga a Waller y al equipo a ausentarse sin permiso para obtener pruebas de la agenda de Sage y sus patrocinadores corporativos. Al final, Waller acepta darle un pase a la corporación multinacional a cambio de que traicionen a su chivo expiatorio. Vic Sage es luego arrestado, pero no antes de asesinar al asistente de Waller que intenta evitar que Sage mate a Waller después de enterarse de que sus aliados corporativos lo vendieron para salvarse a sí mismos.

#### Pregunta de la Pax Americana
En Multiversity: Pax Americana, Grant Morrison recreó a Pregunta en la nueva Tierra-4. Esta versión del personaje está más en línea con Mr. A de Steve Ditko y Rorschach de Alan Moore, ya que es un justiciero asesino que se une a Blue Beetle (Ted Kord). Question se niega a jubilarse después de que se prohíba toda actividad de superhéroe tras el fallido asesinato / resurrección del presidente de los Estados Unidos, que fue orquestado por el presidente, el capitán Atom y Peacemaker. El alter ego de The Question es Vic Sage, quien es un presentador de televisión al estilo de Glenn Beck cuyos anuncios promocionan su programa con el lema publicitario "¡Vic Sage está cabreado!". Además, a diferencia de otras versiones de Pregunta, la Pax Americana uno usa una capucha de goma que cubre toda su cabeza en lugar de una máscara que se adhiere a su cara.

## Equipo
La máscara de Pregunta está hecha de pseudodermis, una sustancia fabricada por el Dr. Aristóteles Rodor. Según las renovaciones de 52, esta sustancia se desarrolló utilizando tecnología extraída de un viejo enemigo de Batman llamado Bart Magan (Dr. No Face) y extracto de gingold, un derivado de la fruta asociado con Elongated Man. La serie Question de Denny O'Neil presentó Pseudoderm como el intento de Rodor de crear una piel artificial con fines humanitarios. La Pregunta puede ver claramente a través de su máscara. En las primeras apariciones, se describió que la máscara contenía filtros de aire.
La hebilla de cinturón especializada de The Question, que libera un gas binario que une su máscara a su piel y recolora temporalmente su atuendo y cabello, es similar al del villano de Spider-Man, Camaleón. En sus apariciones iniciales, dibujadas por Steve Ditko, el Camaleón había usado un dispositivo en la hebilla de un cinturón que emitía un gas que mejora la transformación. El elemento de unión se ajusta a la química corporal específica de Sage.
El gas binario reacciona con los productos químicos en la ropa y el cabello tratados de Sage, provocando que cambien de color. El cabello de Sage cambiaría de rojo a negro, o más tarde a un rojo más oscuro. La ropa tratada de Sage cambiaría a azul claro y naranja, o más tarde a azul oscuro. Algunas versiones posteriores del gas no provocaron ningún cambio de color. La máscara sin rostro, combinada con el cambio de color de la ropa, fue suficiente para disfrazar la identidad de Sage a la mayoría de los espectadores. Toda la ropa de Sage fue tratada de manera similar. Originalmente Sage prefería las gabardinas, los trajes de negocios y los sombreros de ala. Más tarde amplió su guardarropa tratado, dándole un aspecto menos estandarizado.
Al principio de su carrera, Pregunta usó tarjetas telefónicas aparentemente en blanco con una reacción química retardada que después de un tiempo específico hizo que apareciera un signo de interrogación en una explosión de gas. Otra escritura podría tratarse de manera similar para revelarse en el momento predeterminado.
Si bien el gas binario no tiene otras propiedades conocidas, Pregunta a menudo lo usaba para mejorar su imagen e intimidar a los criminales para que confesaran, dando a entender que el gas haría que cualquier persona expuesta a él durante períodos prolongados perdiera la cara de forma permanente.

## Otras versiones
En el universo alternativo de Flashpoint, Pregunta es miembro de la Resistencia.

## En otros medios

### Película
En Scooby-Doo! & Batman: The Brave and the Bold, Pregunta aparece como uno de los miembros de The Mystery Analysts of Gotham, un club exclusivo para detectives formado por Batman, y en cuyas filas Mystery Incorporated es bienvenido. Jeffrey Combs lo interpreta, repitiendo su papel de Liga de la Justicia Ilimitada.

### Televisión

#### Animación
- Pregunta fue aludida en Las nuevas aventuras de Batman. En el episodio "Cuidado con el Creeper", el Creeper derriba un maniquí de una tienda de segunda mano sin rostro elegantemente vestido para parecerse a Pregunta en el disfraz. La tienda se llama Ditko's Vintage Clothing, un homenaje a Steve Ditko, el creador de Pregunta y Creeper.
- Pregunta es un personaje recurrente en Liga de la Justicia Ilimitada, con la voz de Jeffrey Combs. Aparece en los episodios "Fearful Symmetry", "Question Authority", "Double Date" y "Grudge Match", y hace cameos en "Flashpoint", "Panic in the Sky" y el final de la serie "Destroyer". Esta versión es un teórico de la conspiración paranoico, desconfiado y ridiculizado por los otros miembros de la Liga de la Justicia, e incluso Batman dice que está "herido un poco demasiado" pero que respeta su capacidad para obtener información. Con demasiada frecuencia, sus descabelladas sospechas resultan estar bien fundadas, como fue el caso del clon de Supergirl. Se involucró románticamente con la Cazadora después de ayudar en una venganza personal que provocó que la Cazadora fuera despedida de la Liga. Mientras investigaba a Cadmus, se enteró de los Amos de la Justicia quienes toman el poder en la Tierra paralela y temía que Superman recreara estos eventos. Sin embargo, sus temores resultaron irrelevantes cuando las acciones de Lex Luthor y Braniac crearon una situación bastante similar en su Tierra. Él hace su última aparición, ayudando al resto de la Liga de la Justicia a repeler la invasión de Darkseid atropellando a varios parademons con su auto.
- Pregunta aparece en Batman: The Brave and the Bold, con la voz de Nicholas Guest. En el episodio "Mystery in Space", él y Gorilla Grodd son capturados por Equinox. Batman llega y libera a Pregunta. Los dos van tras Equinox, pero él escapa. La siguiente pregunta aparece en el episodio "¡Los Caballeros del Mañana!", Donde Batman lo envía a Apokolips para ver si Darkseid tiene diseños en la Tierra. Es perseguido por Kalibak y aparentemente se suicida saltando a un pozo de fuego. En el episodio "Darkseid Descending!", Pregunta revela que se disfrazó de parademon y provoca la derrota de Darkseid durante la invasión de la Tierra al invertir el generador de Boom Tube, enviando las fuerzas de Darkseid desde el planeta.

#### Acción en vivo
Las referencias al personaje y su ciudad se hacen en la franquicia de la serie de televisión de universo compartido Arrowverso, de la red The CW:
- Arrow: En el episodio "Unchained", Roy Harper menciona vivir en Hub City con un alias desconocido hasta que su identidad fue descubierta por la Calculadora. Hub City luego aparece en el episodio "Génesis", donde Oliver Queen y Felicity Smoak viajan a la ciudad para encontrarse con un chamán inmortal llamado Esrin Fortuna recomendado por John Constantine para detenerla magia de Damien Darhk. Hub City aparece una vez más en los episodios "Who Are You" y "Second Chances".
- Legends of Tomorrow: En el episodio "Left Behind", Ray Palmer y Kendra Saunders residen en Hub City después de ser abandonados en 1958 y viven allí durante dos años antes de que los dos sean rescatados por Rip Hunter.
- Anteriormente, el personaje tenía la intención de aparecer en uno de los programas de televisión, hasta que Marc Guggenheim reveló en diciembre de 2017 que DC Films actualmente tiene planes para el personaje y, por lo tanto, la cadena de televisión no puede usarlo.[17]

### Videojuegos
- Pregunta aparece como un personaje jugable en Lego Batman 3: Beyond Gotham?', con la voz de Liam O'Brien.[18]
- Él y Renée Montoya también aparecen como personajes jugables en Scribblenauts Unmasked: A DC Comics Adventure.